# Mindanao
Mindanao er den næststørste ø i Filippinerne med et areal på 94.600 km². Øen er verdens tiende mest befolkede ø med 20.281.545 indbyggere (2010). Hele Mindanao-øgruppen har 21.968.174 indbyggere.